# Vorlin
Il vorlin è una lingua artificiale sviluppata negli anni novanta da Rick Harrison. Harrison era l'editore della rivista Journal of Planned Languages e preparò una bibliografia dettagliata delle lingue artificiali. Sia l'autore che la lingua ricevettero il rispetto dalla comunità delle lingue artificiali.
Il principio alla base del Vorlin è che dovrebbe essere "un compromesso tra criteri tecnici ed estetici" and "avoidance of extremes". Questo concetto è la definizione della parola vorlin vor, la prima sillaba contenuto nel nome della lingua, mentre lin vuol dire "lingua".

## Storia
Il vorlin fu pubblicato per la prima volta il 21 marzo 1991. L'obiettivo era quello di creare una lingua ausiliaria internazionale ottimale, seguendo i principi espressi da Rick Harrison nel suo articolo "Proposed Guidelines for the Design of an Optimal International Auxiliary Language" (Linee guida proposte per la progettazione di una lingua ausiliaria internazionale ottimale). Nel 1997 tuttavia, Harrison annunciò, nel suo articolo "Farewell to Auxiliary Languages", di aver interrotto il suo lavoro sulla creazione di una lingua ausiliaria internazionale (IAL). Nonostante ciò, il progetto Vorlin andò avanti, basandosi sui principi iniziali.
La lingua fu sottoposta a drastici cambiamenti alla fine degli anni 90, in seguito ad alcuni esperimenti condotti dai sostenitori di Harrison e del Vorlin. Con la pubblicazione del documento "The Language Vorlin" il 21 giugno del 1999, Harrison dichiarò permanente la struttura di base.
Nel 2002, Rick Harrison annunciò di voler "http://groups-beta.google.com/group/alt.language.artificial/browse_frm/thread/73e98daccfddbac3/03b13bdee7cc0fb4?lnk=st&hl=en," lasciando aperta la possibilità di rivederlo nel giro di qualche anno.

## Caratteristiche principali
Quella che segue è una descrizione del vorlin come si presenta nella sua ultima revisione risalente al 1999.

### Cultura
In "The Language Vorlin", Rick Harrison descrive la "nazione di Vor", che può essere intesa come un prototipo di cultura immaginaria, una caratteristica comune delle lingue artistiche.
Questi sono alcuni elementi interessanti della cultura:
- Il punto decimale non è né la virgola né il punto fermo. È il punto mediano "·" (U+00B7).
- C'è un calendario vorlin che utilizza il formato giorno-punto-giorno, definendo il 21 marzo 1991 come "0·001".
- Ci sono unità di misura vorlin: 1 suŋ = 175 cm, 1 paŋ = 175 lb (avoirdupois).

### Alfabeto e suono
Il vorlin usa l'intero set dell'alfabeto latino con un'eccezione. La lettera "q" una volta rappresentava il suono "ng" [ŋ], ma nel 1999 Harrison lo rimpiazzò con un carattere unico nel Vorlin: "una n con una coda crociata". Il carattere eng "ŋ" (U+014B) fu un'alternativa accettabile.